# Oldemiro Cardoso de Figueiredo
Oldemiro Cardoso de Figueiredo (Angra do Heroísmo, 5 de Agosto de 1916 — Angra do Heroísmo, 7 de Maio de 1995) foi um médico e político, militante do MDP/CDE, que exerceu as funções de Governador Civil do Distrito Autónomo de Angra do Heroísmo nos anos de 1974 e 1975. Médico na Praia da Vitória, foi nomeado governador civil após a Revolução do 25 de Abril e permaneceu em funções até Junho de 1975, demitindo-se após o levantamento de 6 de Junho de 1975, ocorrido em Ponta Delgada, em solidariedade com António Borges Coutinho. Foi o último governador civil do Distrito Autónomo de Angra do Heroísmo, já que o cargo foi sucedido pela Junta Regional dos Açores.

## Biografia
Oldemiro Figueiredo foi filho de Adriano Figueiredo, membro da Maçonaria e militante do republicanismo democrático, era proprietário da mais conhecida livraria de Angra do Heroísmo, cidade onde acolhia, conforme as condições permitiam, os opositores à Ditadura Nacional, e depois ao regime do Estado Novo, que eram exilados para os Açores.
Concluiu o curso liceal no Liceu Nacional de Angra do Heroísmo, partindo depois para Lisboa, onde se matriculou no curso de Medicina da Universidade de Lisboa. Em Lisboa esteve hospedado em casa de João Lopes Soares, conhecido da família desde os tempos de exílio em Angra do Heroísmo.
Envolvido nos meios da oposição democrática, o seu percurso académico foi atribulado, forçando-o a transferir-se para a Universidade do Porto e depois para a Universidade de Coimbra, escola onde finalmente concluiu o curso. Estagiou em Lisboa, cidade onde trabalhou em vários hospitais. As suas ligações e actividades aos meios oposicionistas valeram-lhe 18 anos de residência fixa.
Regressou à ilha Terceira no ano de 1946, fixando-se na Praia da Vitória, onde exercia clínica privada e trabalhava como médico do Hospital da Santa Casa da Misericórdia da Praia da Vitória. Homem generoso, era considerado o médico dos pobres. Mais tarde trabalhou na Caixa de Previdência de Angra do Heroísmo, onde chegaria a director clínico.
Na Terceira manteve-se ligado aos meios da oposição democrática, estando em consequência sujeito a apertada vigilância pelos serviços locais da PIDE/DGS. Foi autorizado a sair do país por duas vezes, tendo visitado a União Soviética. Não se conhece a sua filiação no Partido Comunista Português, mas eram claras as suas simpatias pela ideologia comunista. Esteve ligado ao Movimento Democrático Português/Comissão Democrática Eleitoral (MDP/CDE), militando activamente nas campanhas eleitorais consentidas pelo Estado Novo.
Após a Revolução do 25 de Abril foi nomeado governador civil do Distrito Autónomo de Angra do Heroísmo, participando activamente nas comissões que discutiram o rumo a dar à autonomia dos Açores. Manteve-se em funções até Junho de 1975, demitindo-se após o levantamento de 6 de Junho de 1975, ocorrido em Ponta Delgada, em solidariedade com António Borges Coutinho. Foi o último governador civil do Distrito de Angra do Heroísmo, já que o cargo foi substituído pela Junta Regional dos Açores.
Após a sua demissão do Governo Civil de Angra, retirou-se da política activa, dedicando-se à medicina.